# 斯蒂格·松德奎斯特
斯蒂格·松德奎斯特（瑞典語：Stig Sundqvist，1922年7月19日—2011年8月3日），瑞典男子足球运动员，司职中场、前锋。他曾代表瑞典国家队参加1950年国际足联世界杯，结果队伍获得季军。